# Benzoesan benzylu
Benzoesan benzylu – organiczny związek chemiczny, ester benzylowy kwasu benzoesowego.

## Otrzymywanie
Benzoesan benzylu można otrzymać w postaci bezbarwnej cieczy w wyniku estryfikacji kwasu benzoesowego i alkoholu benzylowego. Może być również otrzymany z aldehydu benzoesowego w reakcja Claisena-Tiszenki: